# Costantina (imperatrice)
Costantina (560 circa – 605 circa) è stata un'imperatrice bizantina, consorte di Maurizio.

## Famiglia
Costantina era figlia di Tiberio II Costantino e di Ino Anastasia. La sua parentela venne registrata nelle cronache di Teofilatto Simocatta, Paolo Diacono e Giovanni di Biclaro.
Le Cronache georgiane sostengono che Costantina era figlia di Cosroe II. Tuttavia la Cronaca venne scritta nel XIII secolo e questa parentela contraddittoria viene considerata un errore. Era tuttavia sua suocera.

## Figlia di un Cesare
Suo padre Tiberio era Comes Excubitorum (Comandante degli Excubitores) sotto Giustino II. Giustino soffriva di temporanei momenti di pazzia e fu incapace di governare l'Impero a partire dalla caduta di Dara a Cosroe I dei Sasanidi nel Novembre 573. Secondo Gregorio di Tours, a questo punto Sofia divenne reggente dell'Impero facendo le veci dell'insano marito. Sofia era nipote di Teodora e imperatrice consorte di Giustino II. Evagrio Scolastico riporta che Sofia riuscì a concludere una tregua di tre anni con Cosroe da sola. Ma in quanto Reggente aveva bisogno di sostenitori e allora lei assunse Tiberio come suo collega al potere.
Secondo la cronaca di Teofane Confessore, Tiberio venne ufficialmente nominato Cesare da Giustino il 7 dicembre 574. Venne inoltre adottato da Giustino divenendo quindi erede al trono. A questo punto Ino divenne Caesarissa, la seconda donna per importanza dell'Impero, e Costantina e sua sorella Charito divennero membri della famiglia imperiale.
La storia Ecclesiastica di Giovanni da Efeso e la cronaca di Teofane ritengono entrambe che Sofia progettasse di sposare Tiberio stesso. A Ino e alle sue figlie non venne permesso l'accesso al Grande Palazzo di Costantinopoli. Essi si stabilirono invece nel palazzo di Ormisda, residenza di Giustiniano I prima che salisse al trono. Secondo Giovanni di Efeso, Tiberio li raggiungeva ogni sera e ritornava al Gran Palazzo ogni mattina. Sofia rifiutò anche di permettere alle damigelle di corte di visitare Ino e le sue figlie in quanto un segno di rispetto nei loro confronti.
Ino alla fine lasciò Costantinopoli in favore di Daphnudium, la sua precedente residenza. Secondo Giovanni da Efeso, Tiberio lasciò Costantinopoli per andare a far visita a Ino quando lei si ammalò.

## Figlia dell'Imperatore
Nel Settembre 578 Giustino II nominò Tiberio co-imperatore. Il 5 ottobre 578, Giustino morì e Tiberio divenne Imperatore unico. Secondo Giovanni di Efeso, Sofia inviò il patriarca Eutichio di Costantinopoli a Tiberio per convincerlo a divorziare da Ino. Tiberio rifiutò.
Tiberio apparentemente era preoccupato per la sicurezza della moglie e delle figlie. Giovanni di Efeso riporta che le tre donne segretamente giunsero a Costantinopoli con una imbarcazione, di notte. Ino venne proclamata Imperatrice in una cerimonia pubblica e ricevette il titolo di Augusta. Costantina era ora diventata una delle due figlie imperiali.
Il regno del padre fu relativamente breve. Nel 582, Tiberio si ammalò e il problema della successione divenne urgente. A Sofia fu affidato l'incarico di scegliere il successore dell'Imperatore, ormai in fin di vita. Sofia scelse Maurizio, un generale che aveva ottenuto una serie di vittorie su Ormisda IV, figlio e successore di Cosroe I. Secondo Gregorio di Tours, Sofia stava progettando di sposare il nuovo erede imperiale.

## Matrimonio
Il 5 agosto 582, Costantina si fidanzò con Maurizio e Charito con Germano. Entrambi gli uomini erano stati nominati Cesari e divennero probabili successori.
Germano era un patrizio governatore dell'Africa. Si è tentato di identificarlo con il postumo figlio di Germano Giustino e Matasunta menzionato da Giordane. Matasunta era figlia di Amalasunta e Eutarico. Eutarico secondo Giordane era figlio di Veterico, nipote di Berimud e bis-nipote di Torismondo.
Alcuni storici hanno interpretato il matrimonio duale ipotizzando che Tiberio intendesse nominare due co-imperatori come suoi successori; probabilmente con una suddivisione di province tra di loro. Anche se fossero stati questi i piani dell'Imperatore, essi non si realizzarono mai. Secondo Giovanni di Nikiu, Germano era il favorito candidato al trono di Tiberio ma declinò per umiltà.
Il 13 agosto, Tiberio era già sul letto di morte e i dignitari civili, militari e ecclesiastici attendevano la nomina del suo successore. Tiberio aveva preparato un discorso ma era troppo debole per parlare. Un quaestor lo lesse per lui. Il discorso proclamò Maurizio Augusto e unico successore al trono. Il 14 agosto, Tiberio morì e Maurizio divenne imperatore unico. Costantina rimase sua promessa sposa.

## Imperatrice
Il matrimonio tra Costantina e Maurizio ebbe luogo nell'autunno 582. La cerimonia venne eseguita dal patriarca Giovanni IV di Costantinopoli e viene descritta in dettaglio da Teofilatto Simocatta. Costantina venne proclamata Augusta.
Il matrimonio fu fertile e produsse almeno 10 figli:
- Miriam/Maria (n. ca 582), sposata con Cosroe II
- Teodosio (4 agosto 583 - 27 novembre 602). Venne nominato Cesare nel 587 e co-imperatore il 26 marzo 590.
- Tiberio (m. 27 novembre, 602).
- Pietro (m. 27 novembre, 602).
- Paolo (m. 27 novembre, 602).
- Giustino (m. 27 novembre, 602).
- Giustiniano (m. 27 novembre, 602).
- Anastasia (m. circa 605).
- Teoctista (m. circa 605).
- Cleopatra (m. circa 605).

## Deposizione
Il 22 novembre 602, Maurizio, Costantina e i loro figli lasciarono Costantinopoli con una nave da guerra. Era iniziata una rivolta a causa della carestia, la fazione dei Verdi si rivoltò contro di loro e un esercito di ribelli guidati dal centurione Foca era arrivata fuori le Porte della Città. Foca venne proclamato imperatore il 23 novembre.
La nave da guerra affrontò una tempesta invernale in mare e fu costretta a trovare rifugio nella Costa Asiatica, non lontano da Nicomedia. Truppe fedeli a Foca catturarono la deposta famiglia imperiale alcuni giorni dopo e li portarono in Calcedonia. Il 27 novembre, tutti I cinque figli vennero giustiziati sotto gli occhi del loro padre. In seguito Maurizio stesso venne giustiziato. Costantina venne risparmiata da Foca e rimase vedova.
Nel 603, Costantina e le tre figlie vennero esiliate in un monastero, noto come "Casa di Leone". Il monastero è stato identificato da alcuni con il Monastero di San Mamas, fondato e diretto dalla loro parente Teoctista, una sorella di Maurizio.
Secondo Teofane Costantina mantenne dei contatti con Germano e entrambi cospirarono contro Foca. Il loro messaggero, Petronia, però li tradì e parlò della cospirazione a Foca. Costantina venne arrestata e portata da Teopempto, prefetto di Costantinopoli. Il suo interrogatorio fu condito dalla tortura e venne costretta a svelare i nomi dei suoi complici.
Costantina e le sue tre figlie vennero giustiziate in Calcedonia. Anche Germano e una sua figlia dal nome ignoto vennero giustiziati. La figlia era stata la vedova di Teodosio. Teofane colloca le loro morti intorno al 605/606 ma l'esatta data è incerta.
La Patria Costantinopolitana, attribuita a Giorgio Codino, sostiene che Costantina venne decapitata e il suo corpo gettato nel Bosforo. Tuttavia il De ceremoniis di Costantino VII sostiene che Maurizio, Costantina e i loro figli vennero sepolti nel monastero di San Mamas.